# Characodoma tuberculatum
Characodoma tuberculatum är en mossdjursart som först beskrevs av Osburn 1952.  Characodoma tuberculatum ingår i släktet Characodoma och familjen Cleidochasmatidae. Inga underarter finns listade i Catalogue of Life.